# Annemarie Uliasz
Annemarie Uliasz (11 de noviembre de 1973) es una deportista estadounidense que compitió en snowboard. Ganó una medalla de plata en el Campeonato Mundial de Snowboard de 1996, en la prueba de halfpipe.

## Medallero internacional
| Campeonato Mundial | Campeonato Mundial | Campeonato Mundial | Campeonato Mundial |
| Año                | Lugar              | Medalla            | Competición        |
| ------------------ | ------------------ | ------------------ | ------------------ |
| 1996               | Lienz (Austria)    | Medalla de plata   | Halfpipe           |